# Ернст II (герцог Саксен-Кобург-Готи)
Ернст II (нім. Ernst II.), повне ім'я Ернст Август Карл Йоганн Леопольд Александр Едуард (нім. Ernst August Karl Johann Leopold Alexander Eduard), (21 червня 1818 — 22 серпня 1893) — герцог Саксен-Кобург-Готський у 1844—1893 роках. Син попереднього герцога Саксен-Кобург-Готи Ернста I та принцеси Саксен-Гота-Альтенбурзької Луїзи. Генерал кінноти прусського війська (1857). Учасник Першої шлезвізької війни, де прославився перемогою на Екернферде, австро-прусської та франко-прусської воєн. Кавалер численних орденів. Член Леопольдинської академії вчених (1857).
Протягом перших десятиліть правління проводив ліберальну політику. З середини 1860-х років підтримував консервативну Пруссію. Виступав як рішучий прихильник об'єднання Німеччини.
Композитор, автор кількох опер. Видав тритомні мемуари «З мого життя і з мого часу» (нім. «Aus meinem Leben und aus meiner Zeit») (1887—1889).
Масон. Член ложі «Ernst zum Kompass» у Готі.

## Біографія

### Дитинство та юність
Народився 21 червня 1818 року у замку Еренбург у Кобурзі. Став первістком у родині герцога Саксен-Кобург-Заальфельду Ернста III та його першої дружини Луїзи Саксен-Гота-Альтенбурзької, з'явившись на світ за одинадцять місяців після їхнього весілля. Батьки мали значну різницю у віці, матері на момент його народження виповнилося лише 17 років. Невдовзі сімейство поповнилося молодшим сином Альбертом.

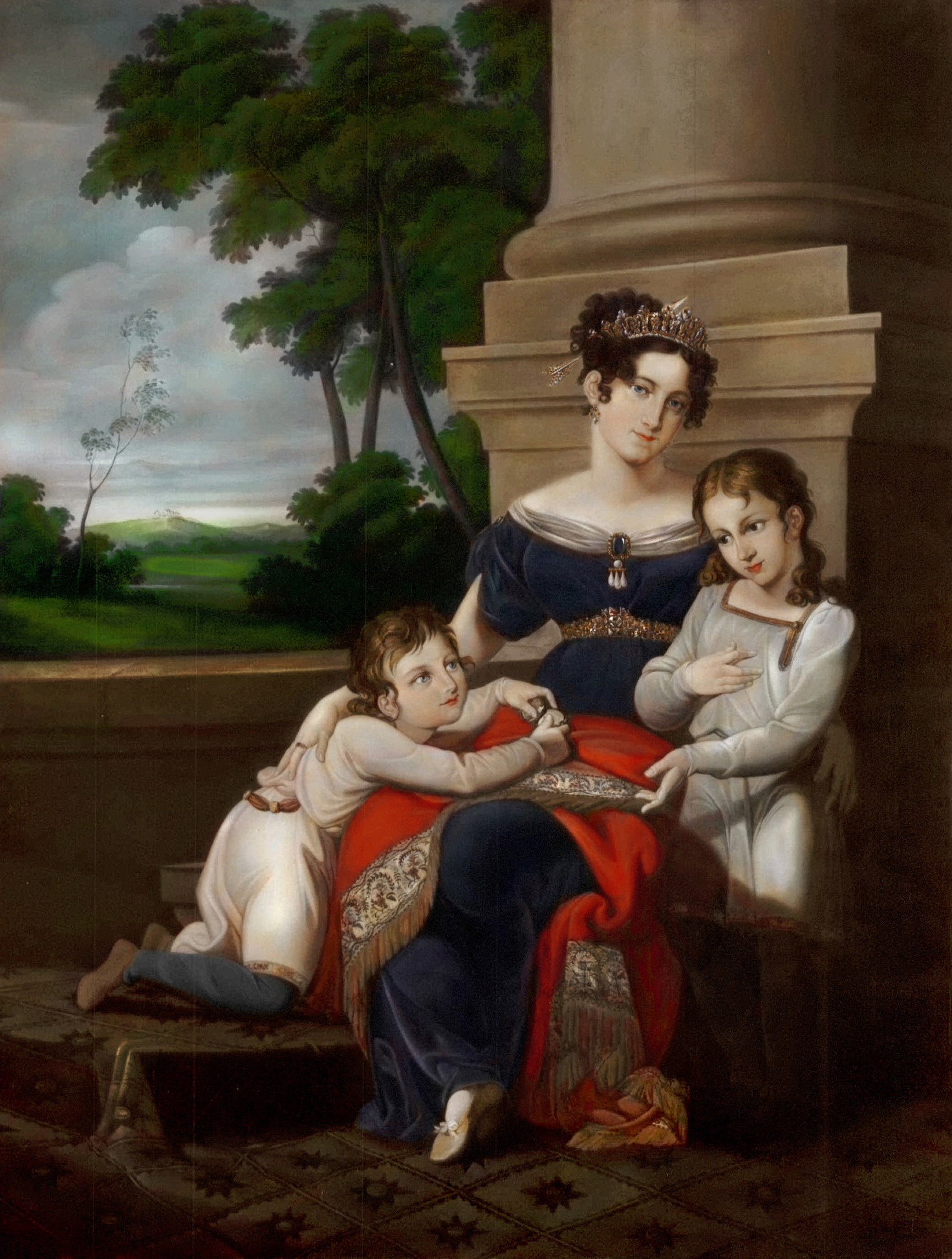
Портрет роботи Л. Дьолла, близько 1823—1824, замок Еренбург

Хоча офіційна резиденція правителів, замок Еренбург, перед весіллям правителя зазнала оновлення, а інтер'єри у стилі Французької імперії прикрасилися меблями, годинниками, люстрами та гобеленами від відомих паризьких виробників, Луїза із синами віддавала перевагу проживанню у замку Розенау, нещодавно перебудованому у неоготичному стилі. Принци також часто мешкали зі своєю бабусею, вдовіючою герцогинею Саксен-Кобург-Заальфельдською, до її смерті у 1831 році.
Коли Ернсту було чотирнадцять місяців, слуга коментував, що він «бігає, як ласка. У нього ріжуться зуби, і він сердитий, як маленький борсук, від нетерпіння та жвавості. Зараз він не вродливий, за винятком красивих чорних очей». У травні 1820 року матір змальовувала первістка як «дуже великого для свого віку, а також розумного», відмічаючи, що «його великі чорні очі сповнені духу та бадьорості». Біограф Річард Гаф писав, що «навіть з дитинства очевидно було, що старший син наслідував батька за характером і зовнішністю, тоді як Альберт дуже нагадував матір у більшості аспектів».
Ернст III навідував дружину у Розенау нечасто, обоє мали позашлюбні зв'язки. Через роман зі шталмейстером Александром фон Ганштейном Луїза восени 1824 року була змушена покинути герцогство. Отримавши у володіння князівство Ліхтенберг, вона оселилася у Занкт-Венделі. Бачитися з синами жінці заборонили. 31 березня 1826 року подружжя оформило розлучення, а 18 жовтня того ж року Луїза взяла шлюб із фон Ганштейном. Померла у серпні 1831, так і не отримавши дозволу на зустріч з дітьми. У листопаді 1826 року Саксен-Кобург-Заальфельдське герцогство через обмін територіями з Саксен-Майнінгенським було реорганізоване у нове Саксен-Кобург-Готське герцогство, що складалося з Саксен-Кобургу та Саксен-Готи, пов'язаних особистою унією. Правитель надалі зберігав титул Ернст I.

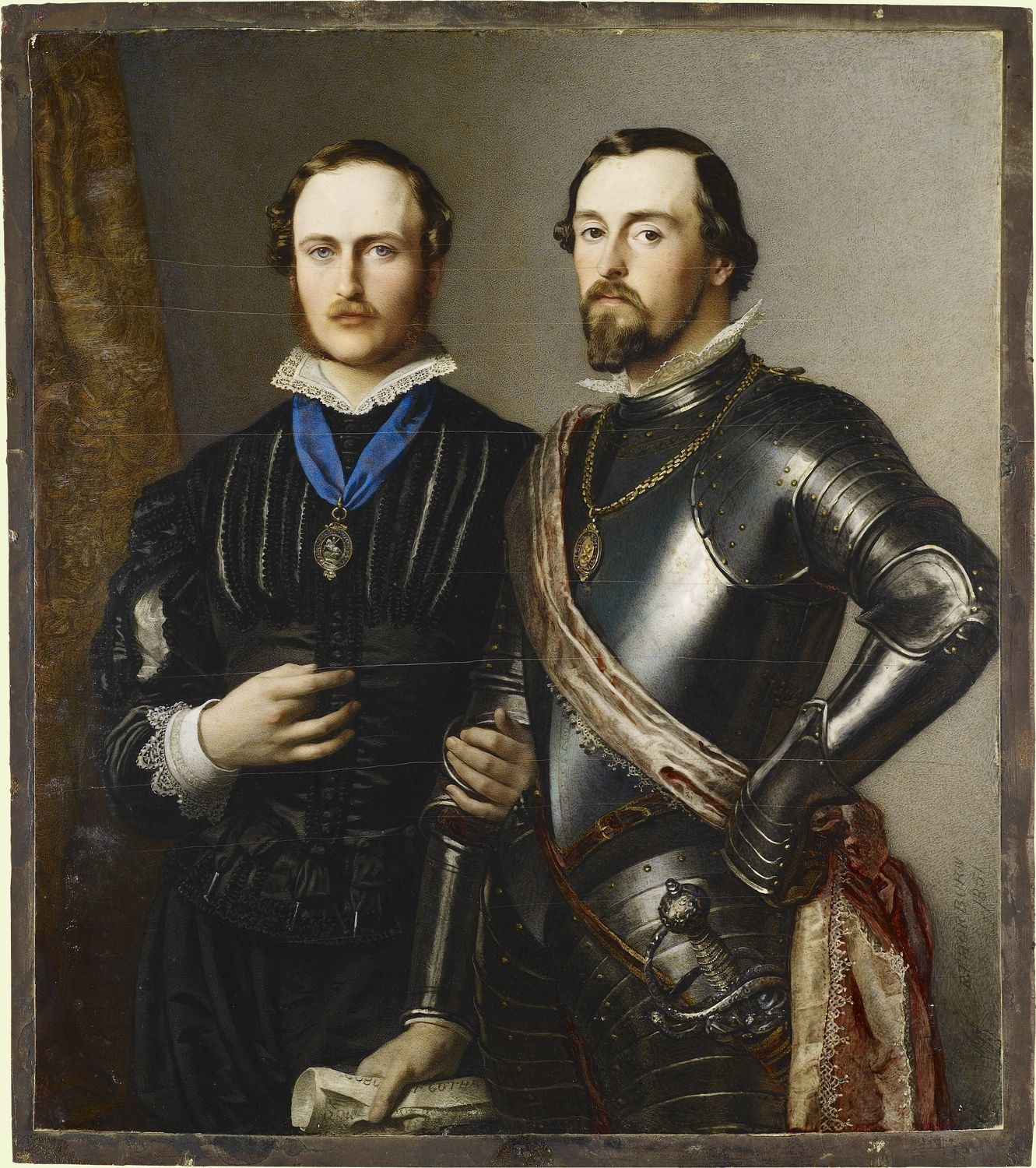
Ернст (справа) з братом Альбертом, портрет Р. Торнбурна, Королівська колекція

Мало що відомо про почуття Ернста після раптової розлуки з матір'ю. Як і у випадку з його братом Альбертом, він не коментував це у пізніших листах. За словами вихователя принців, «вони йшли пліч-о-пліч у всьому, чи то роботі чи грі. Однак, займаючись одними й тими самими справами, поділяючи одні й ті самі радощі й печалі, їх не пов'язувало почуття взаємної любові». Американський історик Стенлі Вайнтрауб висувавав припущення, що такі взаємовідносини між братами були наслідком нещасливого шлюбу їхніх батьків.
Принци рано перейшли під опіку наставника, яким у травні 1823 року став Йоганн Крістоф Флоршютц. До 1829 року він викладав братам усі предмети, окрім письма, малювання та музики. Згодом вів релігію, історію, географію, філософію та латину, для решти предметів залучаючи інших учителів. Так, природничі науки, фізику, хімію та математику читав професор Гассенштайн. Класи включали також німецьку, англійську та французьку мови. Всупереч типовому навчальному плану гімназій, грецька мова принцам не викладалася. Релігійні настанови давав придворний проповідник Якобі, який належав до досить суворої школи, втім, у самій герцозькій родині панували вільніші погляди. Хоча герцог Ернст часто снідав із синами і зрідка брав їх із собою на полювання, у їхньому вихованні відігравав лише другорядну роль. У 1832 році він узяв другий шлюб із вюртемберзькою принцесою Марією, яка налагодила добрі відносини з пасинками.

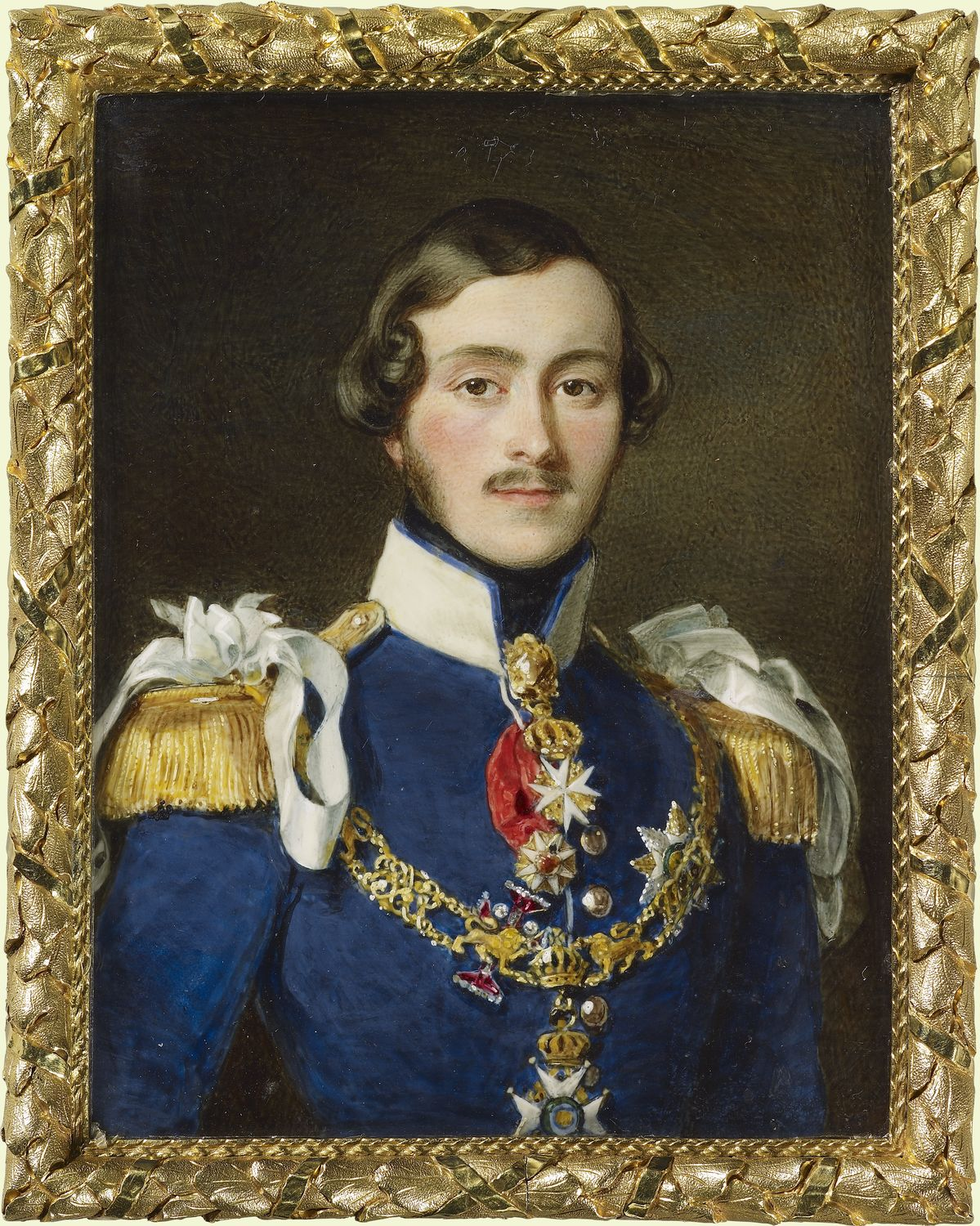
Портрет пензля В. Ч. Росса, 1840

Навесні 1835 року брати пройшли конфірмацію. Після Пасхи того ж року Ернст І узяв їх із собою до Шверіну на ювілей правління великого герцога Фрідріха Франца I, де юнаки були представлені суспільству. Невдовзі нанесли візити до дворів Берліна, Дрездена та Відня. У березні 1836 принци вирушили до Нідерландів та Великої Британії, звідки, після відвідин Парижу, повернулися до Брюсселю.
З червня 1836 до квітня 1837 року брати вивчали математику, філософію, мови, державну та конституційну теорію у Брюсселі, після чого провели три навчальні семестри у Боннському університеті для поглиблення знань з філософії та юриспруденції. Також у Бонні мали заняття з філософії, історії, історії мистецтв, французької літератури, природничої історії та багато займалися музикою. Брали участь у студентському житті. Осінні канікули використали для поїздки до Альп та північної Італії. Після літнього семестру 1838 року їхні шляхи розійшлися.
Ернст у листопаді 1839 року почав військову підготовку у саксонському війську. Під час перебування у Дрездені спілкувався з письменником Людвігом Тіком, акторкою Софією Шрьодер, оперними співаками Емілем та Едуардом Деврієнтами. Великий вплив на нього мав місцевий придворний капельмайстер Карл Готліб Райсіґер. Багато подорожував. У 1840 та 1841 роках здійснив мандрівку до Іспанії та Португалії, де його кузен Фердинанд був королем-консортом. Також відвідав весілля Альберта з королевою Вікторією у Лондоні. Тісні родинні зв'язки з британським, бельгійським і прусським дворами надалі сприяли набуттю Ернстом політичної ваги. Після вцарювання в Пруссії короля Фрідріха Вільгельма IV відвідав Берлін для вшанування нового монарха та перемовин із ним щодо князівства Ліхтенберг.
В ході служби в армії, брав участь у військових маневрах під Нюрнбергом у Баварії та Шветцінгеном у Бадені, де вперше побачив старшу доньку місцевого великого герцога. У січні 1842 року відбулися їхні заручини. Того ж року вийшов у відставку у званні генерал-майора кінноти й одружився. Молоде подружжя у замку Калленберг навідав Ференц Ліст, який згодом почав сприяти розвиткові музичної творчості Ернста.

### Правління

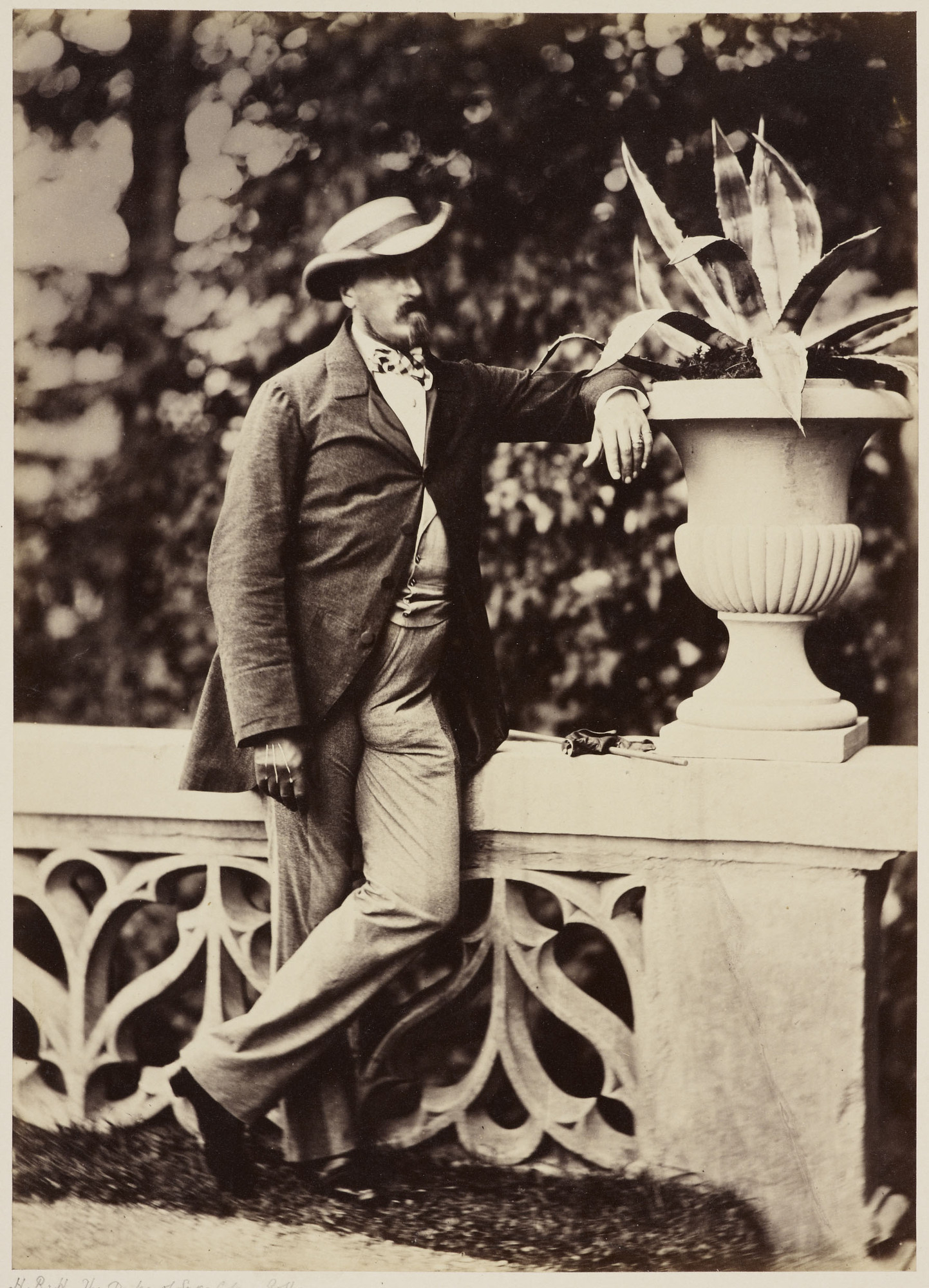
Світлина герцога роботи Ф. Бедфорда, 1857

Став герцогом Саксен-Кобург-Готи 29 січня 1844 року після раптової смерті батька. Підтримував постійний контакт з Альбертом, який надавав йому порад, оскільки брати були дуже близькими у політичних поглядах. Спершу володарювання Ернста характеризувалося політикою, яка представляла інтереси ліберальної буржуазії, але, після смерті Альберта, з середини 1860-х років погляди герцога почали змінюватися, і надалі він підтримував консервативну Пруссію. Також не надав Саксен-Готі конституції відразу, (Саксен-Кобургу вона була дарована 1821 року його попередником), оскільки прагнув зберегти вільне розпорядження багатими доменними володіннями і, зокрема, лісовими угіддями. Інтенсивні зусилля щодо досягнення федеративної єдності німецьких земель під керівництвом Пруссії здобули йому повагу короля Вільгельма I. Втім, дуже популярний, особливо серед населення Північної та Центральної Німеччини, Ернст II був, значною мірою, зневажений у колі вищої аристократії. Його небога Вікторія Саксен-Кобург-Готська змальовувала дядька як «повністю безхарактерного, брехливого, хвалькуватого інтригана». Загалом, сучасні джерела характеризують Ернста ІІ здібним, справедливим та дуже популярним правителем.
В ході Німецької революції 1848—1849 років декретом від 16 березня ухвалив усі вимоги місцевого революційного комітету від 13 березня 1848 року. Були надані свобода друку, право на зброю, створення представницьких органів і судів присяжних. Також після 1848 року селяни та батраки змогли викупати землю, яку вони обробляли, з герцозької власності. Завдяки своєчасним поступкам, у країні вдалося уникнути великих хвилювань. За словами сучасника, «революція в герцогстві закінчилася радощами та святкуваннями».
Суттєві частини основних прав із конституції Франкфуртських національних зборів, включаючи повну свободу асоціацій та зборів, були включені до загального основного закону як Саксен-Кобургу, так і Саксен-Готи, у 1852 році; герцогства надалі поєднувалися не особистою, а реальною унією. Загальне виборче право чоловіків, як і в Законі про вибори Франкфуртського рейху, було також підтверджене і зберігалося до 1918 року. Зібрання т.з. Постпарламенту Готи, яке було приватною зустріччю 148 колишніх членів Франкфуртських національних зборів і пройшло у червні 1849 року, прийняло Готську декларацію, що ратувала за прусський план об'єднання німецьких держав, окрім Австрії. Ернст II, завдяки проводимій ним політиці та зв'язкам з європейськими династіями, сприймався багатьма як майбутній імператор, але сам він подібних амбіцій не мав.

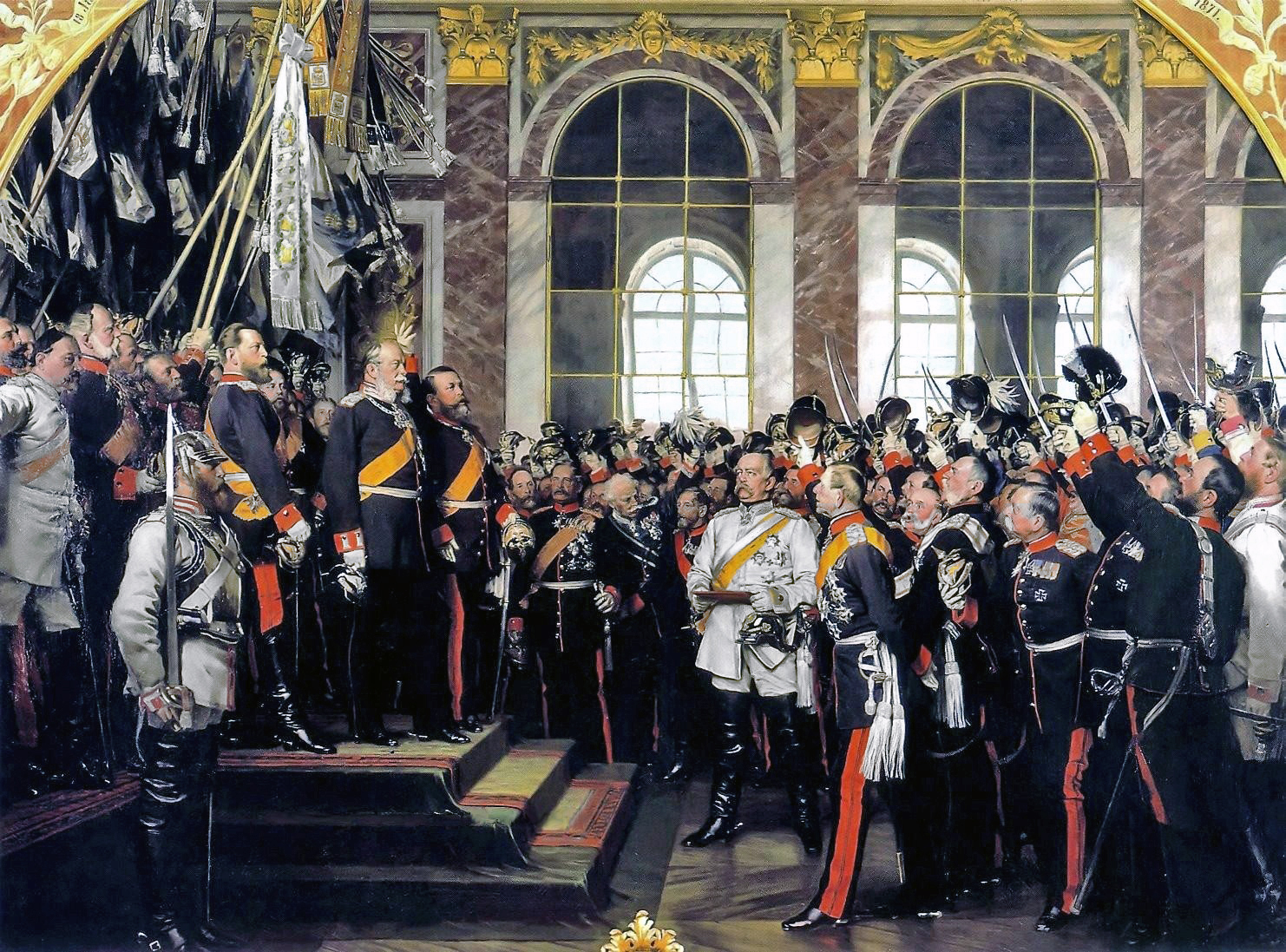
Герцог (крайній зліва) під час проголошення Німецької імперії

Як пропагандист німецького ліберального національного руху, герцог прагнув оновлення та об'єднання німецького народу. У роки реакції після революцій 1848 року залишався вірним ліберальним та національним ідеалам, пропонуючи притулок політичним вигнанцям із Пруссії та Саксонії. Для інформування громадськості щодо політики та «для підтримки ідеї імперії та культивування конституціоналізму» 1853 року заснував «Літературно-політичну асоціацію» (нім. Literarisch-Politischen Verein), де, окрім інших, працював відомий письменник і журналіст Густав Фрайтаг, якому герцог надав політичного притулку. Також Ернст ІІ протегував «Національної асоціації», що пропагувала ліберальний Малонімецький рейх із конституцією Паульскірхе. У 1855 році представив план реформування Німецької Конфедерації.
У 1846 році вступив до лав прусської армії у чині генерал-майора. 1849 року, єдиним з правлячих князів, брав активну участь у Першій шлезвізькій війні, де прославився перемогою на Екернферде. 1850 року був підвищений до генерал-лейтенанта, а у 1857 році — став генералом кінноти. Виступав проти шлюбу свого небожа Альберта з данською принцесою, вважаючи, що така партія йде врозріз з інтересами Німеччини, оскільки Данія також претендувала на Шлезвіг. Під час Кримської війни намагався схилити Пруссію та Австрію до активних дій проти Російської імперії. 1854 року став першим правителем, хто відвідав імператора Наполеона III. В ході італійської війни 1859 року докладав марні зусилля до створення австро-прусського союзу. Військовою угодою з Пруссією 1861 року, за якою підпорядковував війська герцогства прусському командуванню на випадок війни, підготував ґрунт для єдності німецької армії. 1866 року виступив союзником Пруссії в австро-прусській війні, що викликало суперечливу реакцію навіть серед його родичів. Королева Вікторія висловлювалася з цього приводу негативно, в той час як його небога, принцеса Фрідріх, та її чоловік були задоволені цим рішенням. Піхотний полк герцога брав участь у Битві при Лангензальці, де зазнав великих втрат. Як репарації, отримав 8800 гектарів колишніх гессенських державних лісів та прусських земель між Обершенау та Шмалькальденом. Приєднався до Північнонімецького союзу, хоча перебував в опозиції до Отто фон Бісмарка, якого хвилював демократизм кобурзького двору, а сам герцог публічно критикував канцлера за силову політику. Під час військової кампанії 1870/71 років перебував у головному штабі прусського війська. Вільгельм I, безпосередньо перед прийняттям імперського титулу у Дзеркальному залі Версальського палацу, привселюдно висловив подяку Ернстові за його дії. Після створення Німецької імперії активної ролі в політиці не грав.

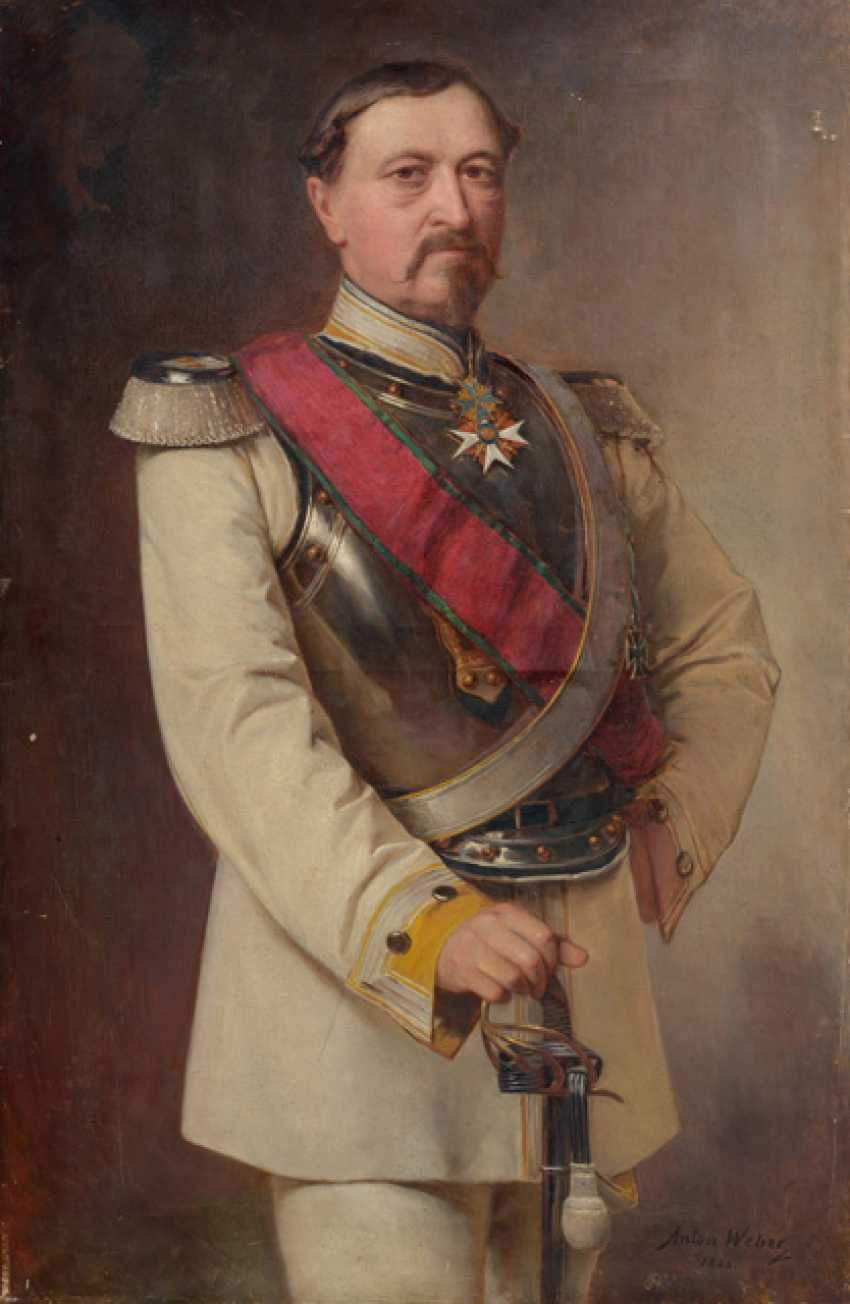
Портрет пензля Антона Вебера, 1888

У внутрішній політиці сприяв розвитку сільського господарства, промисловості, освіти та залізничного будівництва. Так, у 1848 році був зведений залізничний вокзал Готи, а до 1876 року місто мало вже три залізничні гілки. Створена 1855 року залізнична компанія Werra Eisenbahngesellschaft, отримавши концесію на будівництво, 1 листопада 1858 року відкрила залізничний шлях між Ейзенахом та Кобургом протяжністю 130,1 км з 17 проміжними станціями. Покращувалася інфраструктура, скрізь були встановлені газові ліхтарі.
Завдяки своїй національно-ліберальній політиці, герцог зробив Кобург популярним містом з'їздів, що стосувалося і країни загалом. Так, у 1858 році в Готі пройшов 1-й конгрес німецьких економістів, а у 1860 — у Кобурзі відбувся перший німецький фестиваль гімнатики та молоді. 1875 року у Готі зібралася об'єднана конференція представників робітничого руху, айзенахців і лассальянців, на якій було постановлено об'єднатися в єдину Соціалістичну робочу партію Німеччини з прийняттям Готської програми. Під протекторатом Ернста II у Кобурзі були засновані Німецька асоціація співаків, Німецька асоціація гімнастики та Німецька асоціація стрільців (1861).
Був великим любителем науки, театру та літератури, сам виступав як композитор і поет. Надав «шлюбний» прихисток Йоганну Штраусу у Вестештадті, протегував тенору Паулю Калішу, захоплювався Ріхардом Вагнером. За його правління театральне мистецтво Готи переживало другий розквіт. Місцевий театр у 1861/62 роках зазнав реконструкції та розширення. Вистави давали поперемінно у Готі та Кобурзі, залежно від місцеперебування герцога та двору. З мандрівником Фрідріхом Герштеккером і зоологом Альфредом Бремом здійснив у квітні—травні 1862 року подорож до Африки. Хоча вона стала швидше придворною розважальною поїздкою, ніж дослідницькою мандрівкою, Брему вдалося зібрати додаткові відомості про життя та поведінку африканських диких тварин, а правитель змалював свої враження у книзі «Подорож герцога Ернста Саксен-Кобург-Готського до Єгипту та країн Хабаб, Менса та Богос». 1863 року замовив у Готі будівництво Герцозького музею, відкритого у квітні 1879 року.

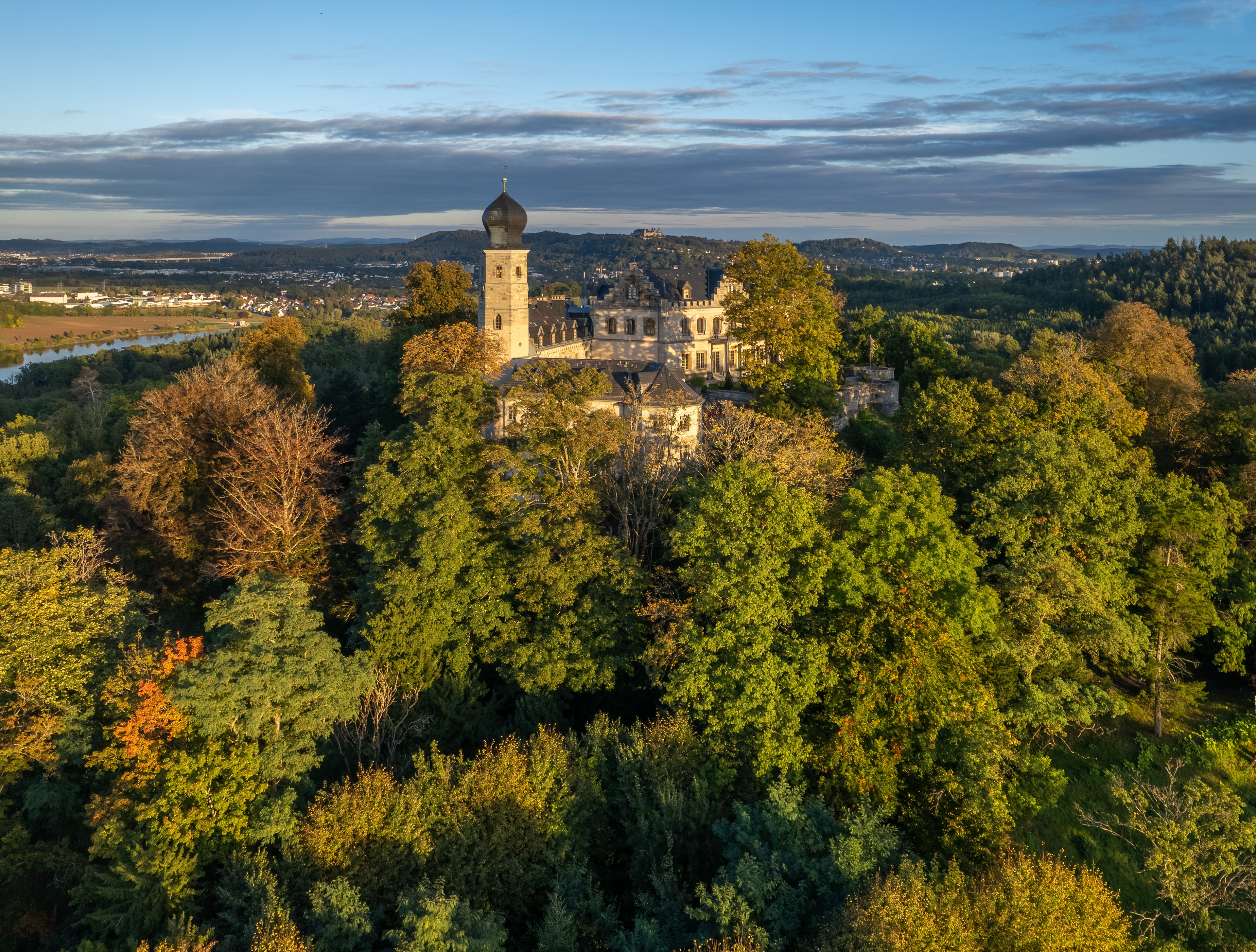
Замок Калленберг

Замок свого дитинства — Розенау — передав у володіння небожа Альфреда. Сам віддавав перевагу замку Калленберг, розташованому на лісистому пагорбі поблизу Кобурга. У 1856/57 роках перебудував його нижній палацовий комплекс у неоготичному стилі, а у 1863—1864 роках — створив поблизу, за порадою брата, ферму за англійським зразком. Разом із Альбертом володів замком Грайнбург в австрійському містечку Грайн. Відновив у 1845 році ремонтні роботи у замку Райнхардсбрунн у Фрідріхроді, які, з перервами, велися до 1874 року, близько 1850 року навколо замку розбили ландшафтний парк. Збагатив колекції предметів мистецтва у замку Фріденштайн, які також були вперше інвентаризовані, та фортеці Фесте Кобург. Так, для останньої він придбав у 1860 році «турецькі військові трофеї» (нім. «Türkenbeute») імперського фельдмаршала Фрідріха Йозіаса Саксен-Кобург-Заальфельдського та колекцію зброї барона фон Романа; зі сприянням Альберта зібрав колекцію автографів і переніс колекції декоративно-прикладного мистецтва, включаючи меблі, карети та сани, скло, порцеляну й різноманітні цікавинки, з різних замків до Фесте Кобург. Були внесені зміни і у зовнішній вигляд фортеці: у 1851 році франконські фахверкові будівлі у дворі знесли, каплицю Лютера перебудовали в неоготичному стилі, замість сиґнатурки у 1857 році була побудована надбрамна вежа (нинішня Болгарська), а у 1859 році — зроблений кам'яний міст до головної брами.

### Останні роки

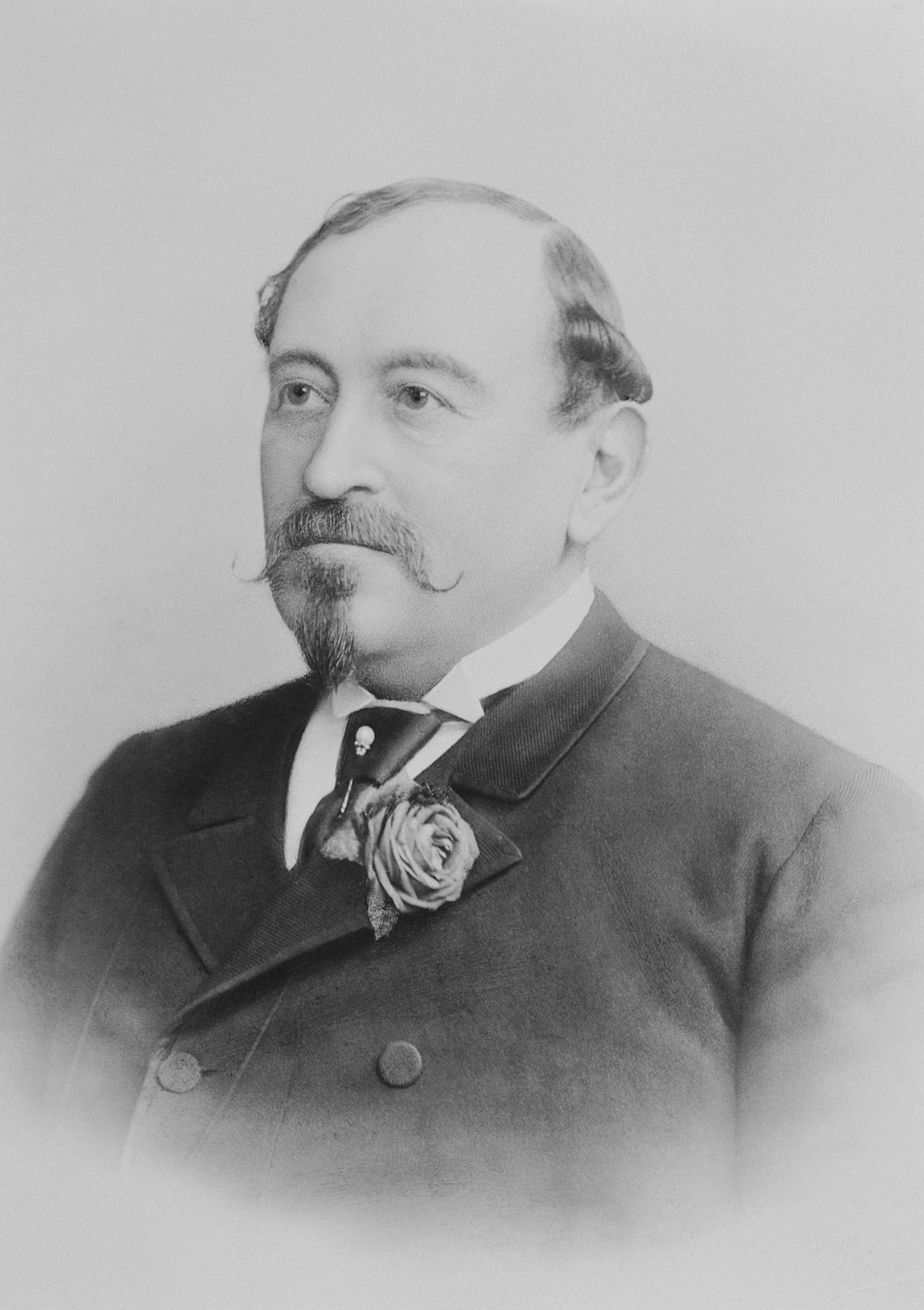
Світлина герцога

Останній період правління Ернста характеризувався постійною напруженістю відносин з королевою Вікторією, хоча та й любила герцога, як брата Альберта. Попри їхні суперечки, Ернст час від часу продовжував зустрічався з королевою та її сім'єю. Однією з таких зустрічей стала французька 1891 року. Фрейліна Вікторії коментувала її наступним чином: «Сьогодні тут був старий герцог Саксен-Кобург-Готський зі своєю дружиною. Він — єдиний брат принца-консорта та чоловік, який жахливо виглядає, королеві він особливо не подобається. Він постійно пише анонімні памфлети проти королеви та імператриці Фрідріх, що, звичайно, викликає велике невдоволення в сім'ї».
Поведінка герцога та його манера вдягатися все частіше ставали жартом для молодих поколінь. У спогадах Марії Единбурзької він залишився як «старий красень, затиснутий у надто тісному для його ваги, незручному на талії, сюртуку, в циліндрі, лимонних рукавичках і з бутоном троянди у відвороті».
Помер у Райнхардсбрунні 22 серпня 1893 року після нетривалої хвороби. На прощанні у церкві Святого Моріца були присутніми тисячі осіб, серед яких — принц Уельський та імператор Вільгельм II. Ернста II поховали у північному коридорі герцозького мавзолею на цвинтарі Ґлокенберг у Кобурзі, зведеному за його наказом у 1853—1858 роках.
Саксен-Кобург-Готське герцогство перейшло до його небожа Альфреда.

## Родина

### Дружина
Був одним із потенційних наречених своєї кузини Вікторії, тому з дитинства вивчав англійську мову. 1836 року разом із братом відвідав її у Віндзорський замку. 1839 року принци нанесли їй другий візит, після чого королева віддала перевагу Альберту. Якраз під час перебування в Англії в Ернста з'явилися перші симптоми венеричного захворювання: у листопаді леді Літтлтон помітила його у Віндзорі «дуже худим, із запалими щоками та блідим, не схожим на свого брата і не дуже гарним», хоча й відмічали, що в нього прекрасні темні очі і чорне волосся, і легка постать.

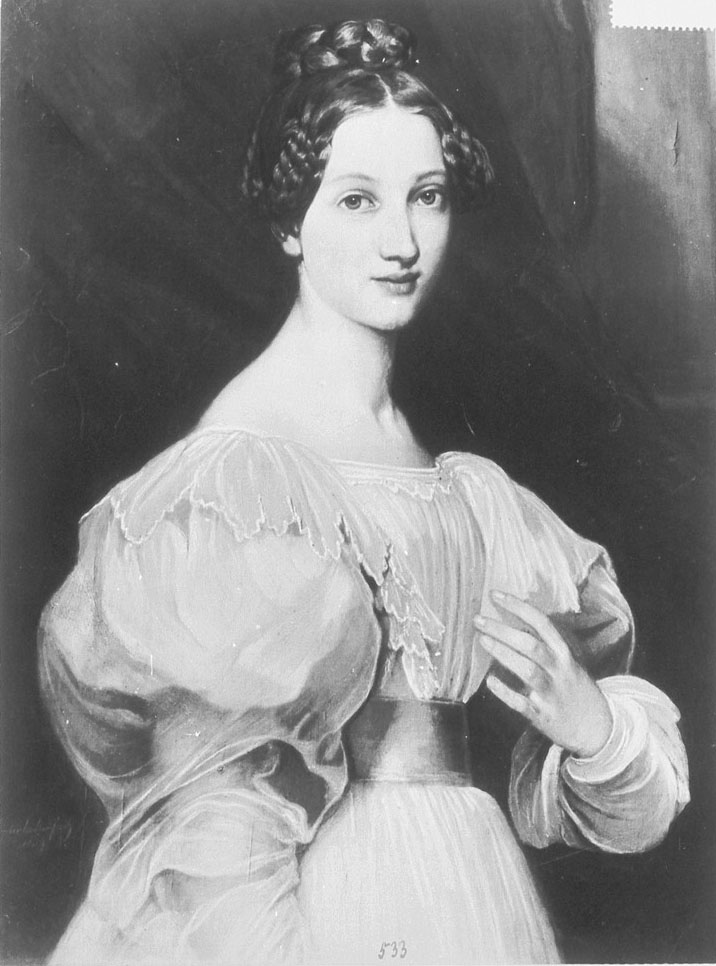
Портрет Александріни Баденської пензля Ф. К. Вінтерхальтера, 1834

Іншою шлюбною кандидатурою для принца вважалася донька короля Франції Луї-Філіпа Клементина Орлеанська, з якою він познайомився під час відвідин Тюїльрі. Однак дана партія вимагала переходу з лютеранства до католицтва. Також Ернста розглядала як потенційного чоловіка для своєї доньки Ізабелли — регентка Марія Крістіна та для своєї кузини Августи — його невістка Вікторія.
У віці 23 років узяв шлюб із 21-річною баденською принцесою Александріною, донькою великого герцога Леопольда. Вінчання пройшло 3 травня 1842 в Карлсруе. Батько принца був розчарований, що він не зробив вигіднішої партії для інтересів герцогства. Вікторія й Альберт не змогли бути присутніми на весіллі, їм довелося задовольнятися письмовими описами та аквареллю, що зображувала в'їзд пари до Кобурга. Після весілля пара відвідала родичів у Великій Британії та Бельгії. Оселилися у палаці Каленберг поблизу Кобургу. Дітей не мали. Деякі історики вважають, що, хоча Ернст став батьком мінімум трьох позашлюбних дітей, хвороба зробила безплідною його дружину.

### Позашлюбні діти
Вважається, що Ернст був батьком мінімум трьох позашлюбних дітей:
У 1839 році фройляйн Штайнпфлуг народила доньку:
- Марія Єлена (1839—1900) — отримала аристократичне прізвище фон Штернхейм у 1856 році, дружина Едуарда фон Рейтера, а після його смерті — барона Курта фон дер Тренка,[34] матір адмірала Людвіга фон Ройтера, відомого наказом затоплення імперського флоту в Скапа-Флоу.

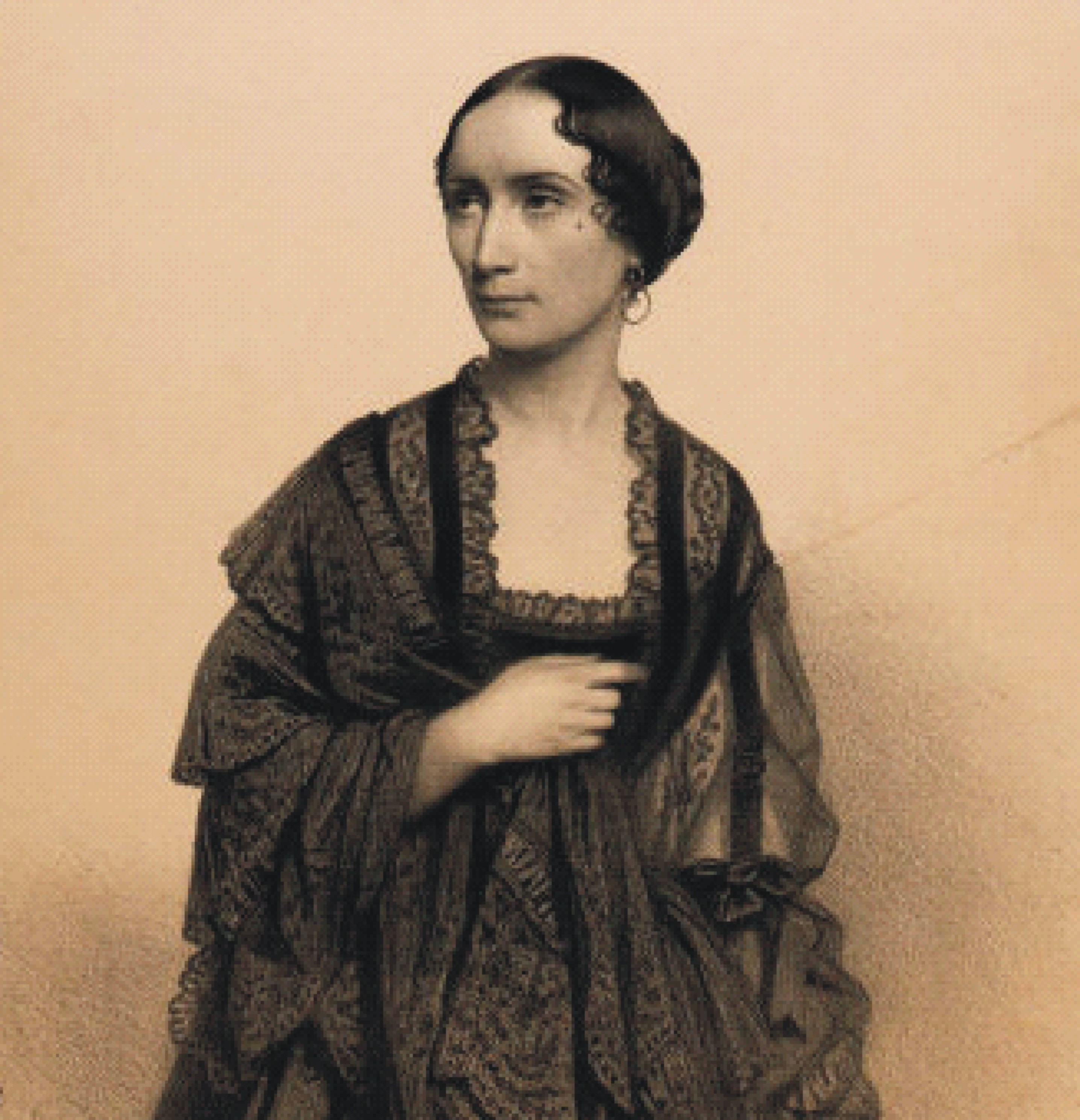
Розіна Штольц

1848 року французька оперна співачка Вікторіна Ноель, відома під псевдонімом Розіна Штольц, народила від герцога сина:
- Шарль (Карл) Раймонд (1848—1899) — барон фон Кечендорф від 1868 року,[35] був одруженим з Агатою фон Рековські, мав двох синів;[36]

Від березня 1847 Розіна Штольц часто зупинялася в Готі, де герцог надав їй віллу для проживання. 1865 року Ернст II звів її у дворянство з прізвищем фон Штольценау, після чого жінка залишила сцену. 1868 року стала баронесою фон Кечендорф й отримала у володіння однойменний замок поблизу Кобургу.
У 1852 році народився молодший син герцога, матір'ю якого була баронеса Роза фон Льовеншерн:
- Камілло (1852—1917) — граф Розумовський фон Вігштейн, був одружений з Марією Фінер фон Фельтен, мав чотирьох дітей.[37] Перебував на австрійській державній службі, займався економічними й соціальними питаннями. У 1891—1912 роках чотири рази побував у Російській імперії[38]. У 1909 році відвідав Батурин, де виділив кошти на реставрацію палацу Розумовських[39][40], прагнучи створити там Музей народного мистецтва. Фінансував будівництво земської школи у Лемешах[41].

Баронеса була одруженою, офіційним батьком вважається її чоловік Леон Григорович Разумовський фон Вігштейн (1816—1868), який служив камергером Ернста. Публічного визнання герцог не робив, у генеалогічних таблицях Камілло вказується як його ймовірний син.

## Музичні твори
Писав гімни, кантати, пісні. Відома друга з його семи пісень «Die Gräberinsel der Fürsten zu Gotha» (1842).
Опери:

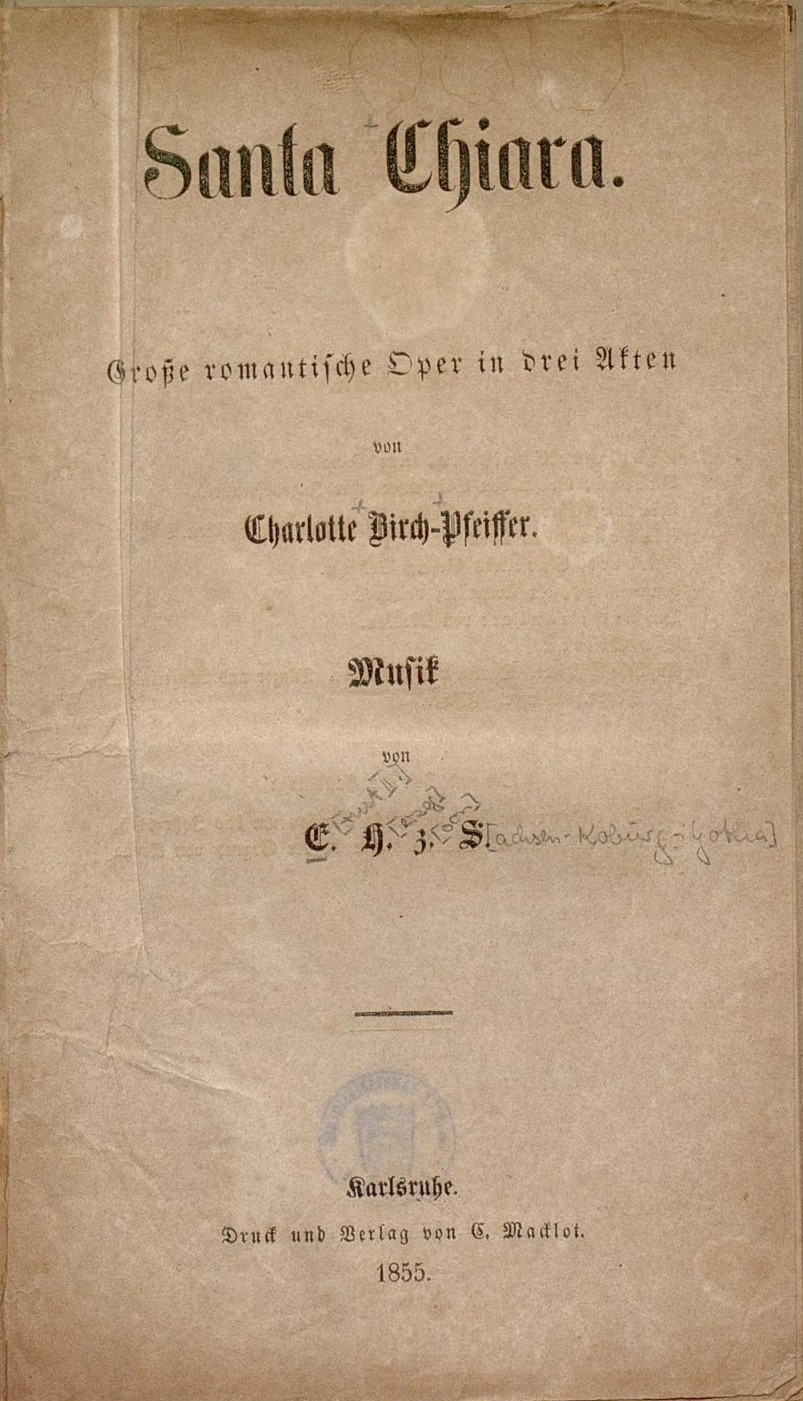
Обкладинка лібретто опери «Санта-К'яра», 1855

- «Заїр». Написана 1846 року за пропозицією Ференца Ліста за однойменною трагедією Вольтера (1832). Опера в трьох діях на лібрето М. Тенеллі (псевдонім Йоганна Генріха Міллене).[45] Прем'єра відбулася в Готі, згодом була кілька разів поставлена у Готі та Кобурзі.
- «Тоні, або Відплата» (1848).[46] Романтична опера в трьох діях.[47] Лібретто Франца фон Эльсгольца та Шарлотти Бірч-Пфейфер. Прем'єра пройшла 6 грудня 1848 року у Кобурзькому придворному театрі.[48]
- «Касільда» (1851). Романтична опера в чотирьох діях на лібретто М. Тенеллі.[49] Прем'єра пройшла у Придворному театрі Готи 23 березня 1851 року.[50] Надалі була поставлена як мінімум на 15 інших сценах, у тому числі в Брюсселі, Відні, Лондоні, Празі, Ризі, Веймарі та, ймовірно, в Ерфурті 1889 року.[9]
- «Санта-К'яра» (1852—1854). Романтична опера в трьох діях. Лібретто Шарлотти Бірч-Пфейфер за романом Генріха Чокке «Принцеса Вольфенбюттельська» про долю Шарлотти Брауншвейг-Вольфенбюттельської. Прем'єра відбулася 2 квітня 1854 року у Придворному театрі Готи. Протягом кількох наступних років оперу ставили найбільші театри Німеччини та сусідніх країн. За посередництва композитора Джакомо Меєрбера, 1855 року була включена до репертуару Паризької опери, де виконувалася понад 60 разів. Остання вистава пройшла у Кобурзі 29 травня 1927 року. Усі авторські права та пов'язані з ними фінансові здобутки Ернст II передав членам придворного оркестру.[51]
- «Діана де Соланж» (1858). Опера у п'яти діях.[52] Лібретто Отто Прехтлера,[53] який адаптував для нього власну історичну драму «Адрієнна» (1847). Прем'єра пройшла 5 грудня 1858 року у придворному театрі Кобурга.[54][55] Мала не менш, ніж 25 закордонних постановок, у тому числі, в Ганновері, Дрездені, Відні, Варшаві, Лейпцизі, Роттердамі, Празі, Ризі, Берліні та Метрополітен-опера у Нью-Йорку. Втім, поставлена двічі у сезоні 1891/92 років у Метрополітен-опера, отримала негативні відгуки критиків і, після поданої петиції з вимогою скасування, була вилучена з репертуару.

Оперетти:
- «Страсбурзький шевець» (1871). Виконувалася у віденському «Strampfer-Theater».
- «Альпійські троянди» (1873). Начебто була поставлена у Гамбурзі.

Від обох не залишилося жодних матеріалів.
Згадується ще один твір Ернста ІІ під назвою «Менестрель» (нім. «Der Spielmann»), датований близько 1855 року.

## Титул
Більш повний титул Ернста II звучав як герцог Саксен-Кобург-Готи, Юліху, Клеве та Бергу, а також Енґерну та Вестфалії, ландграф Тюрингії, маркграф Майссену, князівський граф Геннебергу, граф Марку та Равенсбергу, володар Равенштайну та Тонни тощо. (нім. Herzog zu Sachsen-Coburg und Gotha, Jülich, Cleve und Berg, auch Engern und Westphalen, Landgraf in Thüringen, Markgraf zu Meißen, gefürsteter Graf zu Henneberg, Graf zu der Mark und Ravensberg, Herr zu Ravenstein und Tonna).

## Нагороди
- Орден дому Саксен-Ернестіне
  - великий хрест (лютий 1936)
  - великий магістр (29 січня 1844)

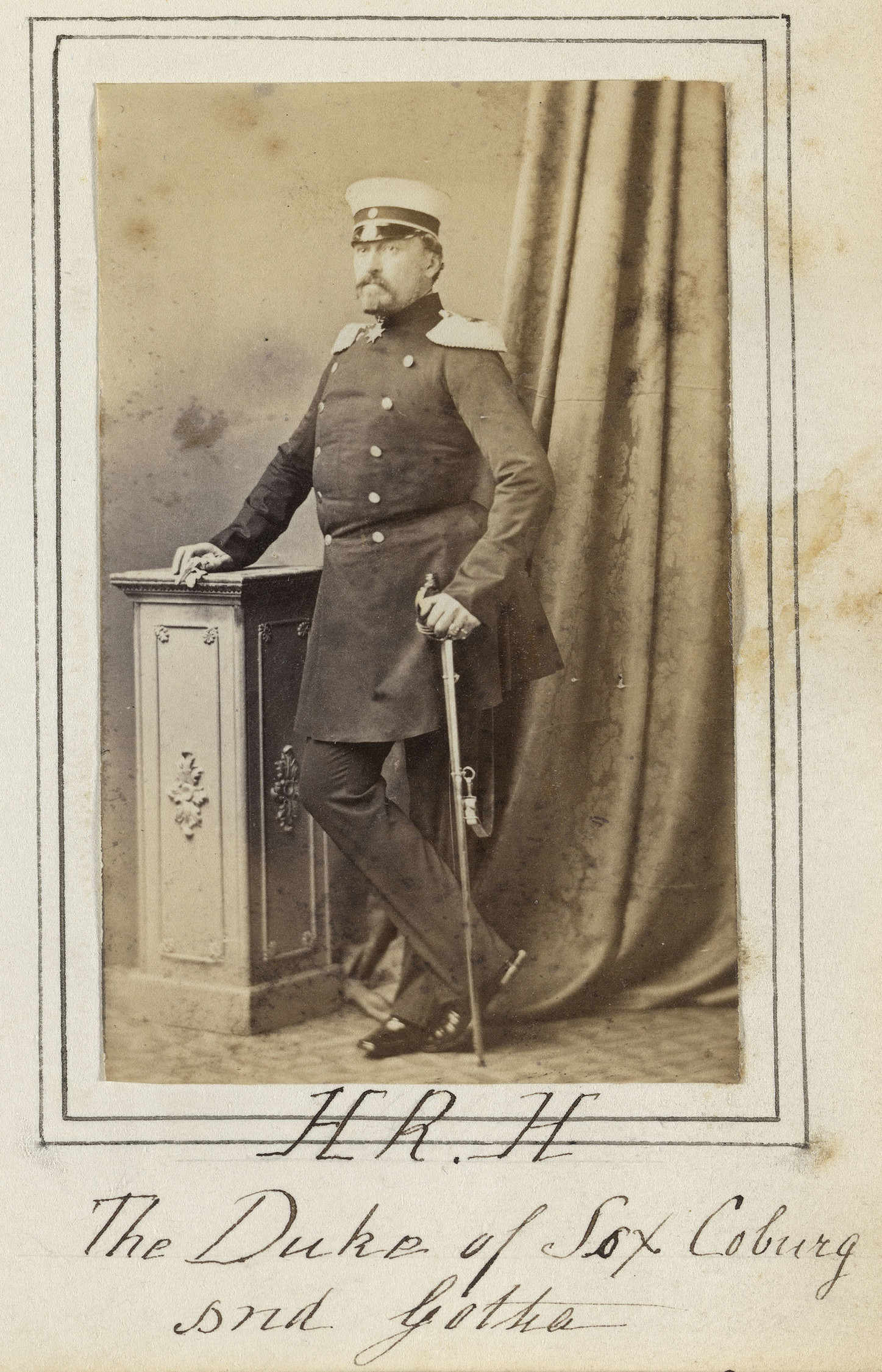
Світлина герцога у військовій формі, Л. Хаасе, 1860

- Верховний орден Христа, великий хрест (Португальське королівство; 23 квітня 1836)
- Орден Леопольда I, велика стрічка (Бельгія; 18 листопада 1839)
- Бальї Великого хреста честі і відданості (Мальтійський орден; 16 грудня 1839)
- Орден Рутової корони (Саксонське королівство; 1839)
- Орден Білого Сокола, великий хрест (Велике герцогство Саксен-Веймар-Айзенаське; 13 січня 1840)
- Орден Вірності (Баден) (1842)
- Орден Церінгенського лева, великий хрест (Велике герцогство Баденське; 1842)
- Орден Почесного легіону, великий хрест (Франція; травень 1843)
- Орден Вежі й Меча, великий хрест (Португальське королівство; 1 березня 1844)
- Орден Чорного орла з ланцюгом (Прусське королівство)
  - орден (23 березня 1844)
  - ланцюг (1856)
- Орден Підв'язки (Британська імперія; 12 грудня 1844)
- Орден Святого Губерта (Баварське королівство; 1846)
- Королівський угорський орден Святого Стефана, великий хрест (Австро-Угорщина; 1852)
- Pour le Mérite (Королівство Пруссія; 11 вересня 1856)
- Військовий орден Святого Генріха, командорський хрест 1-го класу (Саксонське королівство; 1849)
- Магістр масонської ложі (1857)
- Орден Святого Георгія (Ганновер) (1858)
- Королівський гвельфський орден, великий хрест (1858)
- Орден Червоного орла, великий хрест з мечами (Прусське королівство)
  - орден (19 вересня 1865)
  - мечі (1866)
- Королівський орден дому Гогенцоллернів, великий командорський хрест з мечами (Прусське королівство; 17 травня 1876)
- Орден хризантеми, велика стрічка (Японська імперія; 20 квітня 1883)
- Орден Вюртемберзької корони, великий хрест (1886)
- Орден Святого Йоахіма
- Орден Генріха Лева, великий хрест (Брауншвейзьке герцогство)
- Залізний хрест 2-го і 1-го класу (Королівство Пруссія)
- Орден Південного Хреста, великий хрест (Бразильська імперія)
- Орден Таковського хреста, великий хрест (Сербське князівство)
- Орден Андрія Первозванного (Російська імперія)

## Вшанування

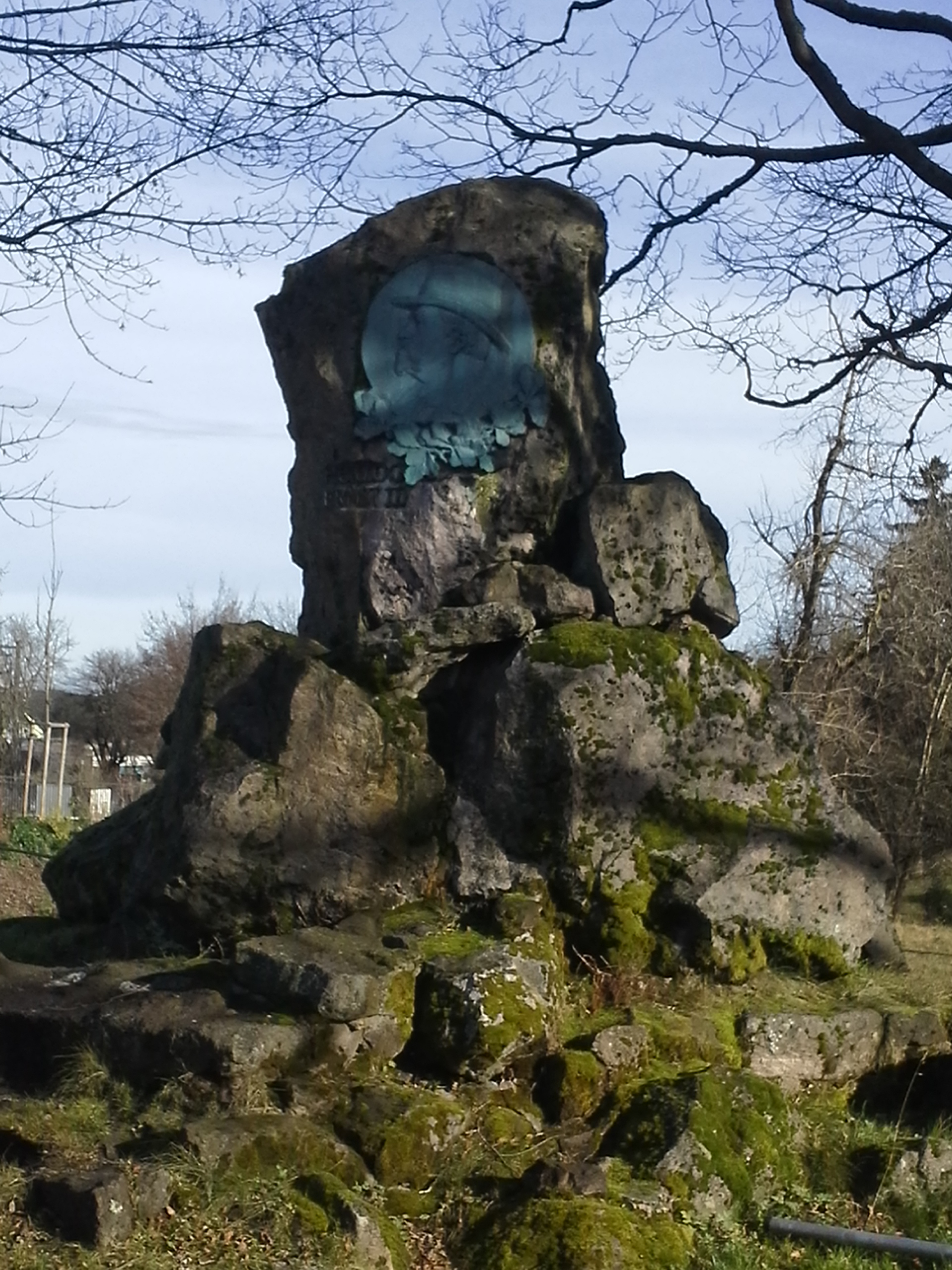
Пам'ятник в Обергофі

- Пам'ятник в ОбергофіУ 1887 році Йоганн Штраус присвятив герцогу свою оперету «Симпліцій».[57]
- На його честь йменується гімназія у Кобурзі (нім. Das Ernestinum), яка отримала дану назву 19 червня 1875 з нагоди відкриття правителем нової шкільної будівлі.[58]
- Ім'я Ернста II носить школа у Готі (нім. Herzog-Ernst-Schule), заснована 1888 року як Семінар Герцога Ернста.[59]
- У 1899 році в Кобурзі був встановлений пам'ятник герцогу на коні роботи Густава Еберлейна.
- 21 червня 1883 року біля Герцозького музею в Готі була відкрита бронзова статуя Ернста II роботи Крістіана Беренса. 1945 року статую прибрали, і лише у 1988 році помістили на колишнє місце.
- 22 серпня 1903 року пам'ятник правителю був встановлений в Обергофі.[60]

### Кіновтілення
- В англо-американському телесеріалі 2001 року «Вікторія й Альберт» режисера Джона Ермана роль Ернста виконав Джеймс Келліс.[61]
- В англо-американській історичній драмі «Молода Вікторія» 2009 року режисера Джина-Марка Валлі принца зіграв Міхіль Гаусман.[62]
- У британському драматичному телесеріалі «Вікторія» 2016 року Ернста грає Девід Оукс.[63]